# Mondrões
Mondrões es una freguesia portuguesa del concelho de Vila Real, con 11,04 km² de superficie y 1.159 habitantes (2001). Su densidad de población es de 105,0 hab/km².
O treinador do FC Porto, Luís Castro é natural de Mondrões.

## Galería

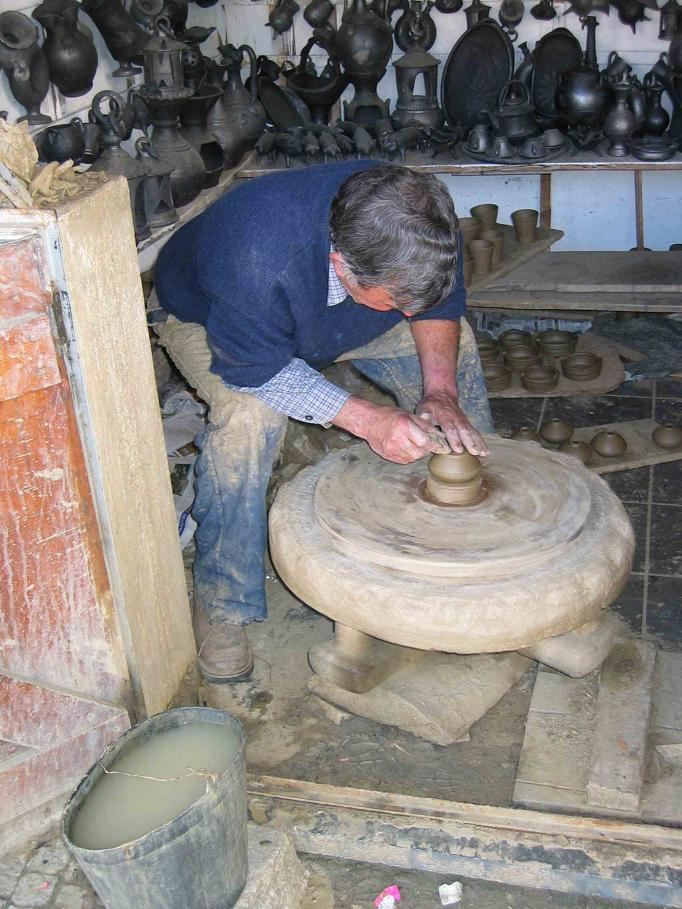
Oleiro de Bisalhães